# PewDiePie
Pour le joueur de hockey sur glace suédois homonyme, voir Patric Kjellberg.
PewDiePie ([ˈpjuːdiːpaɪ]), né le 24 octobre 1989 à Göteborg, est un vidéaste web et comédien suédois.
Il se fait d'abord connaître à l'aide de ses vidéos de type Let's Play de jeux d'horreur, d'action et de jeux indépendants et réalise principalement des vidéos humoristiques sur des mèmes. Totalisant plus de 4 500 vidéos et plus de 29 milliards de vues, sa chaîne YouTube est une des plus suivies au monde.
Ses vidéos sur la série Amnesia: The Dark Descent ont singulièrement contribué à sa notoriété. La majorité de ses vidéos sont publiées en anglais, cependant, en raison de son succès, de nombreux internautes traduisent ses vidéos, notamment en français. Après une longue concurrence, sa chaîne est dépassée en nombre d'abonnés par T-Series en 2019.

## Biographie

### Enfance et formation (1989-2006)

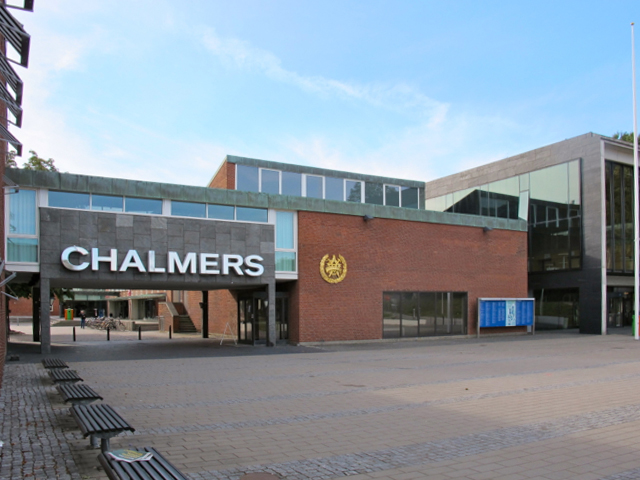
Entrée de l'université de technologie Chalmers.

Felix Arvid Ulf Kjellberg grandit à Göteborg. Il est diplômé de Göteborgs Högre Samskola (en) en 2009. Ensuite, il étudie en Économie Industrielle et Gestion de Technologie à l'université de technologie Chalmers qu'il quitte finalement en 2011 pour se consacrer entièrement à sa carrière de vidéaste,. À propos de cette décision, il déclare que « à bien y penser, c'était absolument absurde. Pour entrer à Chalmers en Économie Industrielle, il faut carrément n'avoir que des A, pourtant j'étais plus heureux à vendre des hot dogs et faire mes propres vidéos de jeu vidéo. »

### Carrière de vidéaste (2006-aujourd'hui)

Logo « brofist » de PewDiePie.

PewDiePie s'inscrit une première fois sur YouTube sous le nom de Pewdie en 2006. Cependant, après avoir oublié son mot de passe, il crée le 29 avril 2010 un nouveau compte nommé PewDiePie,.
Sa chaîne propose des vidéos de commentaires et de réactions aux jeux testés. C'est sa peur, les cris qu'il pousse, ainsi que sa manière de jouer qui ont fait sa réputation à ses débuts,.
Le 29 août 2014, il annonce dans sa vidéo « Goodbye Forever Comments » la fermeture définitive des commentaires en dessous de ses vidéos. Il explique qu'il en avait assez des spams postés par les utilisateurs, des messages provocants ainsi que de l'ambiance morose qui y régnait. Cependant, fin 2014, certains commentaires ont été postés après cette fermeture, puis leur nombre a augmenté. Au départ maussades, ces derniers sont devenus de plus en plus positifs au fur et à mesure que les vidéos de PewDiePie retrouvaient leur humour. Peu après, les commentaires ont été réactivés par PewDiePie[réf. nécessaire].
En 2014, les gains annuels de sa compagnie PewDiePie Productions s'élèvent à 7,4 millions d'euros, contre 4 millions d'euros en 2013.
Il fait plusieurs vidéos avec d'autres vidéastes. Il réalise certaines vidéos en compagnie de CutiePieMarzia, sa petite amie, sur sa chaine à lui ou celle de Marzia. Il lance, fin 2015-début 2016, son propre jeu où se trouvent certains de ses amis youtubeurs, ses chiens et sa compagne qui l'aide à avancer dans sa quête. Le jeu se nomme PewDiePie: Legend of the Brofist. Un deuxième jeu intitulé PewDiePie's Tuber Simulator sort en septembre 2016 sur mobile.
Le 8 décembre 2016, PewDiePie annonce qu'il va supprimer sa chaîne à 17 heures le lendemain, après avoir passé le cap des 50 millions d'abonnés. Il accuse Youtube de vouloir « tuer sa chaîne » en désabonnant certains comptes automatiquement et en ne faisant pas « apparaître les (nouvelles) vidéos de [sa] chaîne ». Il annonce finalement dans une vidéo postée le 9 à 17 h que c'était un canular, n'ayant supprimé qu'une chaîne secondaire ne contenant que deux vidéos.
Le 25 août 2019, PewDiePie dépasse la barre symbolique des 100 millions d'abonnés. Il devient ainsi la deuxième chaîne Youtube à atteindre ce nombre d'abonnés après T-Series, chaîne avec laquelle il a entretenu par le passé une rivalité historique.
PewDiePie fête le 27 avril 2020 les 10 ans de sa chaine Youtube en revenant sur son parcours, publiant par la même occasion une ancienne vidéo par erreur.

### Rivalité avec T-Series (2018-2019)
À partir du mois d'août 2018, la rivalité entre PewDiePie et la chaîne T-Series appartenant à un puissant label musical bollywood indien commence, cette dernière ayant une croissance du nombre d'abonnés très forte, passant de 27 millions en novembre 2017 à presque 70 millions un an après. Ses nombreux fans se mobilisent donc pour permettre à sa chaîne de rester numéro un quant au nombre d'abonnés, PewDiePie suivra la tendance en sortant un rap humoristique nommé bitch lasagna, sorti en octobre et qui dépasse les cinquante millions de vues début décembre 2018, et les cent millions de vues en janvier 2019. Cette mobilisation se traduit par des incitations à s'abonner à sa chaîne sur ses vidéos et de l'aide d'autres vidéastes comme Markiplier ou MrBeast, qui utilisent une campagne publicitaire dans cet objectif. De plus, de nombreux médias (BBC News ou Forbes dans le monde anglo-saxon, Les Échos ou Le Monde dans la francophonie) relaient cette rivalité lui donnant encore plus d'échos. Cette stratégie fonctionne car PewDiePie est passé de 855 000 abonnements mensuels en septembre 2018 à 2,19 millions en octobre et cela ne cesse d'augmenter. Des chaînes sur YouTube suivent en temps réel le comparatif d'abonnés entre les deux chaînes.
La mobilisation pro-PewDiePie connaît plusieurs événements notables, qui sont remarqués par la presse : à la fin du mois de novembre, un fan du vidéaste pirate cinquante mille imprimantes au Canada et aux États-Unis pour demander à leurs utilisateurs de s'abonner à la chaîne de PewDiePie, qui atteint alors les 72 millions d'abonnés,. Un autre, Justin Roberts, achète un panneau publicitaire géant à Times Square pour le prix d'un million de dollars. Un site Internet a été créé parlant de la « religion de PewDiePie », dans les débuts de ce combat. Le 17 décembre, plusieurs fans piratent le site web du Wall Street Journal — qui avait relayé les accusations d'antisémitisme envers PewDiePie — pour y afficher une lettre d'excuse et de soutien à l'égard du vidéaste. Le mois suivant, ce sont soixante-dix mille téléviseurs équipés de Chromecast qui sont piratés. PewDiePie explique dans une vidéo publiée le 3 décembre 2018 que le phénomène lui est désormais « hors de contrôle », et que, même si cela l'« amuse », il « ne mérite pas tout ça ». Début janvier 2019, il compte 79 millions d'abonnés et cinq millions de plus au mois suivant.
En février 2019, l'écart entre les deux chaînes se resserre et descend plusieurs fois à moins de 10 000 abonnés. Le 22 février, T-Series dépasse une première fois PewDiePie quant au nombre d'abonnés. Cependant, cela n'est dû qu'à un audit de YouTube destiné à vérifier l'authenticité des actions des utilisateurs. PewDiePie perd ainsi 20 000 abonnés, avant de les retrouver quelques minutes plus tard. L’événement se reproduit plusieurs fois au cours du mois suivant,, avant que PewDiePie ne soit finalement dépassé le 25 mars 2019. PewDiePie reconnaît sa défaite face à la compagnie indienne dans une vidéo mise en ligne le 31 mars, avant de redevenir numéro un le lendemain. Après s'être fait dépassé à nouveau a priori pour de bon (plus d'1 million d'abonnés d'écart) PewDiePie appellera le 28 avril 2019 à arrêter le mouvement de demande d'abonnements. Le 25 août 2019, il franchit le cap des 100 millions d'abonnés.

### Pause et retour (2020-aujourd'hui)
En décembre 2019, PewDiePie a annoncé qu'il ferait une pause sur YouTube l'année suivante et a supprimé son compte Twitter en raison de son mécontentement sur le site. PewDiePie a commencé sa pause le 15 janvier 2020, déclarant qu'il retournerait sur la plate-forme. Il fit son retour le 21 février.

### Causes et volontariat
PewDiePie s'est impliqué dans plusieurs œuvres de charité telles que la WWF et Saint Jude Children's Research Hospital,[source insuffisante]. En 2013, il lance une action avec l'association Charity: Water en s'engageant à donner 1 dollar pour toutes les 500 vues qu'il a générées sur la vidéo de lancement,. Bien que le but était d'atteindre 250 000 $, le montant total fut de 446 610 $.
Pour fêter ses 25 millions d'abonnés au cours de juin en 2014, PewDiePie a annoncé faire une charité pour Save The Children. Il leva plus de 630 000 $, surpassant le but initial de 250 000 $. Il annonce ainsi avoir récolté plus d'un million de dollars à travers l'ensemble de ses levées de fonds
PewDiePie a également fait un don de 50 000 dollars, le 31 mai 2016, pour la recherche sur la maladie d'Alzheimer.[réf. souhaitée]
En 2016, il mena une autre levée de fonds pour Charity: Water, et surpassa le but initial de 100 000 $ pour atteindre 152 236 $,. En décembre, il anime Cringemas, un live-stream se tenant sur 2 jours (9 et 10 décembre 2016) avec d'autre Revelmod créateurs. Pendant le stream, ils aident à lever de l'argent pour RED, une fondation vouée à la lutte contre le VIH/SIDA en Afrique. Après le premier jour, ils récoltent plus de 200 000 $ et à la fin du stream, c'est 1,3 million de dollars levés avec l'aide de la fondation Bill & Melinda Gates, soit 2 700 $ par minute.
En décembre 2018, en plein buzz sur sa confrontation avec la chaîne indienne T-Series pour conserver la première place au classement des chaînes avec le plus d'abonnés, PewDiePie lance une cagnotte pour la scolarisation des enfants indiens. L'argent reçu est reversé à l'association Childs Rights and You. Cet acte de charité fait suite à des propos haineux ciblant l'Inde et ses habitants postés par plusieurs fans du vidéaste suédois. En un jour, il récolte 86 000 euros.
Le 21 juin 2019, PewDiePie commence une campagne GoFundMe avec l'acteur Jack Black pour la National Alliance On Mental Illness (NAMI) après le suicide d'Etika en juin 2019. PewDiePie et Jack Black streament ensemble en jouant à Minecraft ensemble pour lever de l'argent. Il réussissent à lever 30 479 $ en 2 jours (leur but étant 30 000 $), et PewDiePie ajoute une contribution personnelle de 10 000 $.
Pour célébrer la réception du Trophée de créateur Diamant rouge, en septembre 2019, il annonce vouloir donner 50 000 $ à la Ligue antidiffamation (ADL), une organisation non gouvernementale internationale juive. Une partie de ses fans critiquent sa décision, notamment à cause de prises de positions controversées de l'ADL. Kotaku et Vice l'ayant félicité pour sa donation, critiquent les fans mécontents du choix de l'association,. Deux jours après l'annonce, PewDiePie annonce retirer son don, expliquant qu'on l'avait conseillé de choisir cette organisation et de ne pas l'avoir sélectionnée de lui-même, comme il le faisait précédemment. Il confirme toujours vouloir faire son don de 50 000 $ dans le futur, mais pour une autre association.
Le 31 octobre 2019, PewDiePie donne 69 420 $ à Team Trees, une levée de fonds menée par MrBeasts et Mark Rober pour lutter contre la déforestation en plantant 1 arbre par dollar récolté. Le montant donnée est une inside joke de la cyberculture entre les nombres 69 et 420.
Depuis début mai 2020, les live-stream de PewDiePie ont de nouveau lieu sur YouTube, après près d'un an sur DLive. Lors de son premier stream, il a annoncé que l'argent reçu via abonnements payants (4,99 €/mois permettant de commenter les live, d'avoir accès au replay) sera reversé à une association de son choix. Pour le mois de mai 2020, il a récolté 36 000 $ (soit près de 32 000 €) pour Winston's Wish, et c'est Save the Children au Yémen qu'il a choisi pour le mois de juin.
Dans le cadre des événements qui ont suivi la mort de George Floyd, PewDiePie annonce qu’il diffusera un livestream le 3 juin pour recueillir des dons. En 3 heures, il récolta 116 000 $ (dont 10 000 $ de sa part), qui seront répartis équitablement entre 3 causes : un tiers pour la famille de George Floyd et d'autres victimes de violences policières, un tiers pour le Sentencing Project (en) et un dernier tiers pour les petits commerces pillés lors des manifestations.

## Prix et nominations
| Année | Remise des prix              | Catégorie                    | Résultats |
| ----- | ---------------------------- | ---------------------------- | --------- |
| 2013  | Starcount Social Star Awards | L'émission la plus populaire | Lauréat   |
| 2013  | Starcount Social Star Awards | Sweden Social Star Award     | Lauréat   |
| 2013  | Shorty Awards                | #Gaming                      | Lauréat   |
| 2014  | Guldtuben (sv)               | Chaîne gaming de l'année     | Lauréat   |
| 2015  | Guldtuben                    | Gamer de l'année             | Lauréat   |
| 2016  | Guldtuben                    | Gamer de l'année             | Lauréat   |
| 2019  | Teen Choice Awards 2019      | Gamer de l'année             | Lauréat   |

## Vie privée
Felix Kjellberg est en couple avec l'ex-youtubeuse italienne Marzia Bisognin (alias CutiePieMarzia) depuis 2011. Ils se marient le 19 août 2019 à Londres.
Le 5 février 2023, Felix Kjellberg et sa femme Marzia annoncent qu'ils attendent leur premier enfant. Ils annoncent ensuite sur Instagram la naissance de leur fils prénommé Björn, né le 11 juillet 2023.

## Salaire
PewDiePie annonce avoir gagné plus de six millions d'euros en 2014. En 2016, selon le magazine Forbes, il aurait gagné 15 millions de dollars. Il se place ainsi sur la première marche du podium des vidéastes du web les mieux payés,,.

## Controverses

### Accusations de racisme et d'antisémitisme (2017)
J'ai fait des blagues que les gens n'aiment pas. Et vous savez quoi ? Que les gens n'aiment pas mes blagues, je le respecte. Je le comprends tout à fait. Je reconnais que je suis allé trop loin, et c'est quelque chose que je garderai assurément en tête en avançant, mais les réactions et l'indignation n'ont été rien d'autre que de la folie.
En janvier 2017, les vidéos non-let's play de PewDiePie font l'objet de critiques, après qu'il a employé le terme « nigger » (nègre) à plusieurs reprises, terme interprété comme une injure raciste. En conséquence, le hashtag #PewDiePieIsOverParty entre dans les tendances mondiales sur Twitter.
Le 11 janvier, PewDiePie, voulant montrer l'absurdité du principe du service Fiverr (consistant à donner de l'argent à des gens s'ils font ce qu'on leur demande), publie une vidéo où l'on peut voir deux Indiens, qu'il a payés 5 dollars via le service Fiverr pour être filmés portant un panneau « Mort à tous les Juifs » et en prononçant la phrase « Abonnez-vous à Keemstar ». Immédiatement à la suite de ce passage de la vidéo, PewDiePie s'excuse : « Je suis désolé. Je ne pensais pas qu'ils le feraient vraiment. Je me sens en partie responsable. » Il ajoute : « Je ne me sens pas bien. Je ne me sens pas fier de tout ça. Je ne vais pas mentir. Je ne suis pas antisémite, […] ne vous faites pas d'idées fausses. C'était un mème drôle, et je ne pensais pas que ça marcherait, okay. Je jure que j'aime les Juifs, je les aime. Je suis tellement désolé. Je ne sais pas quoi dire d'autre. » À la suite de la publication de la vidéo, PewDiePie et les deux Indiens ont tous trois été bannis du site Fiverr, les obligeant chacun à poster une vidéo d'excuses au site et à la population visée.
La vidéo suscite des réactions négatives auprès d'une partie de son public, et plusieurs médias[Lesquels ?] commencent à l'accuser d'antisémitisme.
Le 18 janvier, PewDiePie se défend : « Les médias veulent faire de moi une espèce de méchant […]. Tout ce qui leur importe, c’est de faire du clic, parce que c’est comme ça qu’ils sont payés. » Il illustre ses propos en montrant, vidéo à l'appui, que les titres et articles des journaux le concernant n'ont rien à voir avec le contenu de ses vidéos.
Quelques semaines plus tard, le Wall Street Journal fait un récapitulatif de l'affaire, mentionnant neuf autres vidéos contenant des blagues et des images se référant à la Shoah. Une vidéo, désormais supprimée, montre un homme déguisé en Jésus expliquant calmement qu'Hitler n'a « rien fait de mal ». Le contenu de cet article a été considéré comme pris hors contexte par une majorité de la communauté de PewDiePie, et par une partie de la communauté YouTube. Parmi ses défenseurs figurent des vidéastes connus, tels qu'Ethan Klein d'h3h3, Philip DeFranco et Markiplier. Ceux-ci critiquent la façon dont les médias ont géré l'affaire. Par la suite, PewDiePie a également publié une vidéo réponse à ce qu'il considère comme une « attaque personnelle ».
Le 12 février, PewDiePie se défend dans une publication Tumblr, et justifie ses propos ambigus par le fait qu'ils seraient sarcastiques : « Je crois que le contenu que je crée est du divertissement, et pas l'endroit pour n'importe quel commentaire politique sérieux. Je sais que mon public le comprend et que c'est pour ça qu'ils viennent sur ma chaîne. Bien que cela n'ait pas été mon intention, je comprends que ces plaisanteries aient en définitive été choquantes ».
Le 13 février, PewDiePie perd plusieurs partenariats commerciaux. Le réseau multichaîne Maker Studios, propriété de The Walt Disney Company, met fin à sa collaboration avec le vidéaste : « il est allé trop loin en l'occurrence, et les vidéos qui en résultent sont inappropriées »,. Google réagit également, retirant PewDiePie du programme Google Preferred, et annulant la deuxième saison de la série Scare PewDiePie prévue pour YouTube Red,
Le 11 septembre, PewDiePie lance une insulte raciste pendant une partie en ligne de PlayerUnknown's Battlegrounds, en sortant un « what a fucking nigger ». Peu après les événements, Sean Vanaman, un développeur du studio Campo Santo Games (Firewatch) appelle publiquement d'autres studios sur Twitter à rompre leurs partenariats commerciaux avec PewDiePie,. Le 12 septembre, PewDiePie publie la vidéo My Response dans laquelle il admet avoir été stupide. Il explique que ces actions sont inexcusables, et que l'insulte fut prononcée malencontreusement alors qu'il cherchait « le pire mot [qu'il] puisse trouver ».
En septembre 2019, PewDiePie annule son don de 50 000 dollars à l'Anti-Defamation League, une association contre l'antisémitisme, alors qu'il avait promis de le faire. Il s'est brièvement expliqué en disant « qu'il s'était un peu précipité en choisissant cette association », de plus, beaucoup de commentaires stipulaient que cette association faisait chanter PewDiePie,.